# Trevor Smith (football)
Pour les articles homonymes, voir Trevor Smith (homonymie).

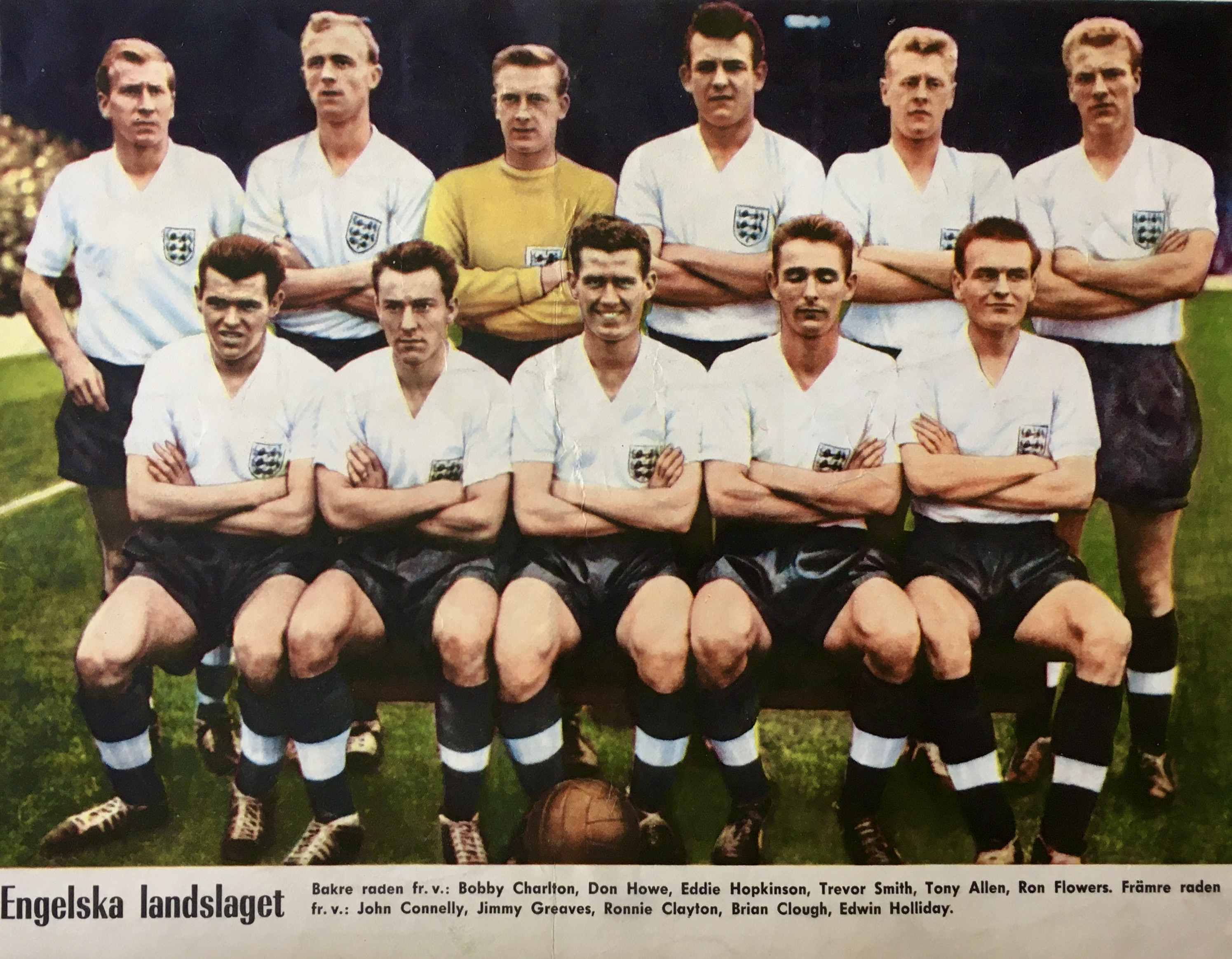
Équipe nationale de football d'Angleterre à l'Empire Stadium, Londres, le 28 octobre 1959. De gauche à droite, debout : Bobby Charlton, Don Howe, Eddie Hopkinson, Trevor Smith, Tony Allen, Ron Flowers ; première rangée : John Connelly, Jimmy Greaves, Ronnie Clayton, Brian Clough et Edwin Holliday.

Trevor Smith  est un footballeur anglais né le 13 avril 1936 à Brierley Hill et mort le 9 août 2003. Il évolue durant sa carrière comme défenseur central pour Birmingham City, pour Walsall et pour l'équipe nationale d'Angleterre.

## Biographie
Smith naît à Brierley Hill, dans le Staffordshire, et fréquente l'école secondaire moderne de Quarry Bank . En 1951, il est capitaine de l'équipe représentative des écoles locales, Brierley Hill, Sedgley and District, lors de leur première finale du English Schools' FA Trophy, au cours de laquelle ils perdent contre les écoles de Liverpool sur le score de 5-3.
Lorsqu'il quitte l'école, il signe pour Birmingham City en tant qu'amateur et joue pour l'équipe qui a remporté la Coupe d'Europe des Jeunes (rebaptisée plus tard Blue Stars/FIFA Youth Cup (en)) l'année suivante,. Il devient professionnel à l'âge de 17 ans en avril 1953 et fait ses débuts en équipe première pour Birmingham, alors en deuxième division, six mois plus tard, marquant un but contre son camp lors d'une victoire 4-2 à Derby County . Hormis les interruptions dues à des blessures ou à des obligations de service national, il est dès lors un choix régulier de l'équipe première.
La carrière de Smith à Birmingham coïncide avec la meilleure période de l'histoire du club. Sous la direction d'Arthur Turner, ils sont promus en première division en 1954-1955, atteignent la finale de la FA Cup et obtiennent eur meilleure position finale (sixième place) la saison suivante, puis la demi-finale de la FA Cup en 1957, pour finalement perdre contre les « Busby Babes » de Manchester United.
Birmingham perd deux finales successives de la Coupe des villes de foires avec Smith en tant que capitaine. Le succès du club durant cette période se construit sur une défense solide, composée d'une sélection de joueurs internationaux de premier choix, Gil Merrick, Jeff Hall, Ken Green et Smith lui-même, ainsi que des demi-ailiers Len Boyd et de l'homme fort Roy Warhurst .
Smith représente l'Angleterre avec les sélections de jeunes : il dispute 15 sélections avec les moins de 23 ans. Il est sélectionné pour représenter l'Angleterre B contre ses homologues ouest-allemands, alors seulement âgé de 18 ans. Il possède tous les attributs nécessaires pour être un défenseur central de haut niveau. Grand et athlétique, il est bon dans les airs et dans les tacles et lit bien le jeu, combinant un jeu physique sans compromis avec une bonne technique.
Lorsque Billy Wright prend sa retraite du football international, Smith, âgé de 23 ans, est choisi pour prendre sa place, faisant ses débuts avec l'Angleterre contre le Pays de Galles à Ninian Park le 17 octobre 1959. Il se blesse au mollet en début de rencontre et l'Angleterre fait match nul 1-1 mais il conserve sa place pour le match suivant, contre la Suède plus tard dans le mois. Le match contre la Suède est raté par les Anglais; Smith et sa défense échouent face à l'attaquant suédois Agne Simonsson, et Smith n'est plus jamais sélectionné à nouveau pour son pays.
Au début des années 1960, Birmingham n'est plus à son meilleur niveau. Les joueurs ayant atteint la finale de la Coupe sont partis du club et Birmingham est peu performant en championnat, mais la nouvelle compétition apportait un certain soulagement. En 1963, ils atteignirent la finale de la Coupe de la Ligue contre leurs rivaux locaux, Aston Villa. Avec Smith en tant que capitaine, Birmingham remporte le match aller par une marge confortable de 3-1, et fait match nul 0-0 lors du match retour, permettant ainsi au club de remporter son premier trophée majeur.
Au début de la saison 1964-1965, Smith perd sa place à cause d'une blessure et, une fois rétabli, il rejoint Walsall en troisième division pour un montant de 18 000 £. Il ne peut faire que 13 apparitions pour le club avant que l'arthrite ne l'oblige à prendre sa retraite en 1966 à l'âge de 29 ans. Walsall est alors critique envers Birmingham, estimant qu'ils leur ont sciemment vendu un joueur inapte.
Après avoir raccroché les crampons, Smith devient commerçant avec un pub à Tamworth, puis gérant de débits de boissons à Birmingham et plus tard à Dagenham . Il se retire à Walton-on-the-Naze dans l'Essex et meurt 18 mois plus tard d'un cancer du poumon le 9 août 2003 à l'âge de 67 ans.
Au total, Trevor Smith dispute 317 matchs pour 3 buts marqués en première division anglaise et 18 matchs pour aucun but marqué de Coupe des villes de foires/Coupe UEFA.

## Statistiques de carrière
| Club            | Season          | League         | League | League | FA Cup | FA Cup | League Cup | League Cup | Autre  | Autre | Total  | Total |
| Club            | Season          | Division       | Matchs | Buts   | Matchs | Buts   | Matchs     | Buts       | Matchs | Buts  | Matchs | Buts  |
| --------------- | --------------- | -------------- | ------ | ------ | ------ | ------ | ---------- | ---------- | ------ | ----- | ------ | ----- |
| Birmingham City |                 |                |        |        |        |        |            |            |        |       |        |       |
| 1953–54         | Second Division | 24             | 0      | 1      | 0      | —      | —          | —          | —      | 25    | 0      |       |
| 1954–55         | Second Division | 24             | 0      | 4      | 0      | —      | —          | —          | —      | 28    | 0      |       |
| 1955–56         | First Division  | 30             | 0      | 6      | 0      | —      | —          | 0          | 0      | 36    | 0      |       |
| 1956–57         | First Division  | 37             | 0      | 7      | 0      | —      | —          | 1          | 0      | 45    | 0      |       |
| 1957–58         | First Division  | 37             | 0      | 1      | 0      | —      | —          | 3          | 0      | 41    | 0      |       |
| 1958–59         | First Division  | 27             | 0      | 6      | 0      | —      | —          | 2          | 0      | 35    | 0      |       |
| 1959–60         | First Division  | 41             | 1      | 1      | 0      | —      | —          | 4          | 0      | 46    | 1      |       |
| 1960–61         | First Division  | 31             | 0      | 4      | 0      | 2      | 0          | 5          | 0      | 42    | 0      |       |
| 1961–62         | First Division  | 39             | 0      | 2      | 0      | 2      | 0          | 3          | 0      | 46    | 0      |       |
| 1962–63         | First Division  | 37             | 0      | 2      | 0      | 7      | 0          | —          | —      | 46    | 0      |       |
| 1963–64         | First Division  | 34             | 2      | 1      | 0      | 1      | 0          | —          | —      | 36    | 2      |       |
| 1964–65         | First Division  | 4              | 0      | —      | —      | 0      | 0          | —          | —      | 4     | 0      |       |
| Total           | Total           | 365            | 3      | 35     | 0      | 12     | 0          | 18         | 0      | 430   | 3      |       |
| Walsall         | 1964–65         | Third Division | 11     | 0      | 1      | 0      | —          | —          | —      | —     | 12     | 0     |
| Walsall         | 1965–66         | Third Division | 1      | 0      | 0      | 0      | 0          | 0          | —      | —     | 1      | 0     |
| Walsall         | Total           | Total          | 12     | 0      | 1      | 0      | 0          | 0          | —      | —     | 13     | 0     |
| Total carrière  | Total carrière  | Total carrière | 377    | 3      | 36     | 0      | 12         | 0          | 18     | 0     | 443    | 3     |

1. 1 2 3 4 5 6  Match(s) en Coupe des villes de foires

## Palmarès
Birmingham City
- Coupe d'Europe des Jeunes (en) : 
  - Vainqueur : 1952.

- Football League Second Division (1) :
  - Champion : 1954-1955.

- Football League Cup (1) :
  - Vainqueur : 1962-1963.

- Coupe des villes de foires :
  - Finaliste : 1958-1960 et 1960-1961.

## Sources
- Tony Matthews, Birmingham City: A Complete Record, Derby, Breedon Books, 1995 (ISBN 978-1-85983-010-9)
- Tony Matthews, Birmingham City: The Complete Record, Derby, Derby Books, 2010 (ISBN 978-1-85983-853-2)